# Micropolifonía
Micropolifonía es un tipo de textura musical del siglo XX que involucra el uso de acordes disonantes sostenidos que lentamente van cambiando con el transcurso del tiempo.

## Descripción
En palabras de David Cope se trata de «una simultaneidad de diferentes líneas, ritmos y timbres». La técnica fue desarrollada por György Ligeti, quien la explicó así: «La compleja polifonía de las voces individuales está enmarcada en un flujo armónico-musical, en el que las armonías no cambian súbitamente, sino que se van convirtiendo en otras; una combinación interválica discernible es gradualmente haciéndose borrosa, y de esta nubosidad es posible sentir que una nueva combinación interválica está tomando forma».
«La micropolifonía se asemeja a los clústers, pero difiere de ellos en el uso que hace de líneas más dinámicas que estáticas».
En una posterior introducción de la obra Apparitions, Ligeti contó un terrible sueño de la infancia en el que aparecía una imagen de una "telaraña, red" que él asoció con la "red de sonido" creada por la micropolifonía:

«Cuando era un niño pequeño una vez tuve un sueño en el que no podía llegar a mi cama, a mi refugio porque la habitación se había llenado de una densa maraña confusa de finos filamentos. Se parecía a la red con la que había visto a los gusanos de seda llenar su caja cuando se convertían en pupas. Yo estaba atrapado en la inmensa red, junto con seres vivos y objetos de diversas clases -polillas enormes, diversos escarabajos- que trataban de llegar a la vacilante llama de la vela de la habitación; enormes almohadas sucias estaban suspendidas en esta sustancia, sus podridos rellenos asomaban por las rendijas de las fundas rotas. Había gotas de moco fresco, bolas de moco seco, restos de comida que se habían quedado fríos y otras basuras repugnantes. Cada vez que un escarabajo o una polilla se movían, toda la red comenzaba a temblar de manera que las grandes y pesadas almohadas se balanceaban, haciendo a su vez que la red se balancease más fuerte. A veces los diferentes tipos de movimientos se reforzaban mutuamente y el temblor se hacía tan fuerte que la red se rompía por determinados lugares y algunos insectos se encontraban libres de repente. Pero su libertad no duraba demasiado ya que rápidamente eran capturados de nuevo en la mecedora maraña de filamentos y su zumbido, fuerte al principio, se iba debilitando. La sucesión de estos hechos súbitos e inesperados gradualmente iba provocando un cambio en la estructura interna, en la textura de la tela. En algunos lugares se formaron nudos, engrosándose en una masa casi sólida, se abrían cavernas en los jirones de la tela original que estaban flotando como hilos de araña. Todos estos cambios parecían un proceso irreversible, que nunca volvería a estados anteriores de nuevo. Una tristeza indescriptible se cernía sobre estas formas y estructuras cambiantes, la desesperación del paso del tiempo y la melancolía de los acontecimientos pasados inalterables.»

### Compositores y obras
El primer ejemplo de micropolifonía en la obra de Ligeti se produce en el segundo movimiento de su composición orquestal Apparitions.
También son pioneras en la aplicación de esta técnica su siguiente trabajo para orquesta Atmosphères y el primer movimiento de su Requiem, para soprano, mezzosoprano, coro mixto y orquesta sinfónica. Esta última obra alcanzó gran popularidad debido a que formó parte de la banda sonora de la película 2001: Una odisea del espacio de Stanley Kubrick.
La técnica de la micropolifonía es más fácil de aplicar con agrupaciones más grandes o con instrumentos musicales polifónicos como el piano. 
Aunque el Poème Symphonique para 100 metrónomos crea «micropolifonía de una complejidad sin parangón».
Muchas de las piezas para piano de Ligeti son ejemplos de micropolifonía aplicados a esquemas rítmicos derivados del complejo "minimalismo" de Steve Reich y de la música de los pigmeos.
Karlheinz Stockhausen también cultivó esta técnica en su producción musical.
La micropolifonía se utiliza con frecuencia en la música concreta y música electrónica.